# 王凱 (宋朝)
王凱（996年—1061年），字胜之，太原人，迁居京兆，北宋政治人物。

## 生平
寇準表奏他为三班奉职。西夏李元昊扰边，转任麟州都监，屡败西夏，连战皆捷。兔毛川之役，虽流矢射中面部，犹能杀敌百余人。守边九年，立有战功，领贺州刺史。后历任神龙卫四厢都指挥使、环庆路、并代、定州路副都总管、泾州、秦凤路观察使，召拜武胜军节度观察留后、侍卫亲军马军副都指挥使。王凱治军有纪律，善抚士卒，临阵督战，士卒畏服。嘉祐六年去世，时年六十六岁。

## 身后
赠彰武军节度使，谥庄恪。

## 家族
曾祖父王全斌。